# Kosta Tomašević
Kosta Tomašević (v srbské cyrilici: Коста Томашевић; 25. července 1923 – 13. března 1976) byl srbský a jugoslávský fotbalista, který nejlepší léta své kariéry strávil v Crvene zvezdě Bělehrad. Tomašević také reprezentoval jugoslávský a srbský národní fotbalový tým, včetně účasti na Letních olympijských hrách 1948 a 1952.